# غالياتسو تشانو
غالياتسو تشانو (بالإيطالية: Galeazzo Ciano) سياسي إيطالي (ليفورنو، 18 مارس 1903 - فيرونا، 11 يناير 1944) كونت كورتيلاتسو وبوكاري. زعيم فاشي إيطالي، هو ابن الأميرال كوستانسو تشانو. تزوج في عام 1930 من إدا موسوليني ابنة الزعيم الفاشي بينيتو موسوليني إحدى أبناء الديكتاتور الخمسة. تولى وزارة الخارجية من 1936 إلى 1943. كما نَظَّم التدخل الإيطالي في إسبانيا وألبانيا. وأسهم في إنشاء محور روما-برلين 1939، ثم أُخْرِجَ من وزارة الخارجية لكي يصبح سفيرًا لدى الفاتيكان. ساعد على إسقاط موسوليني عام 1943، اختبأ بعد الإطاحة بالدوتشي فاعتقله الفاشيّون وحاكموه بتُهمة الخيانة في مدينة فيرونا ثم أعدموه. تُشَكِّلُ مُذكراته وثيقة بارزة عن الحرب وحُكم الفاشية.

## النشأة
ولد جيان غالياتسو تشانو في مدينة ليفورنو بإيطاليا عام 1903، وهو ابن كوستانزو تشانو، وزوجته كارولينا بيني. كان والده أميرالًا وبطلًا في البحرية الملكية الإيطالية خلال الحرب العالمية الأولى (ومنحه فيكتور إيمانويل الثالث لقب «كونت» الأرستقراطي تقديرًا لخدمته). كان تشانو البكر، المعروف بلقب غناشا (بمعنى «الفك»)، عضوًا مؤسسًا في الحزب الفاشي الوطني، وأحد الأشخاص الذين أعادوا تنظيم صفوف البحرية التجارية الإيطالية خلال عشرينيات القرن العشرين. لم يتحفظ كوستانزو تشانو عن استغلال منصبه العام لتحقيق مكاسب شخصية. إذ كان يستغل نفوذه لتخفيض سعر أسهم شركة ما، ليُقدم بعدها على شراء حصة غالبة فيها، ويزيد ثروته بعد تعافي قيمة الشركة إلى سابق عهدها. كان لدى كوستانزو تشانو جريدة، وأراضي زراعية في توسكانا، وأملاك أخرى تقدر قيمتها بثروات طائلة. ونتيجةً لذلك، اعتاد ابنه غالياتسو على العيش الرغيد والباهر، وظل على هذا الحال حتى نهاية حياته تقريبًا. شارك كل من الأب والابن في مظاهرة الزحف إلى روما التي قادها موسوليني في عام 1922.
عمل غالياتسو تشانو صحفيًا لفترة وجيزة بعد دراسته فلسفة القانون في جامعة روما، وذلك قبل أن يختار الانخراط في العمل الدبلوماسي، وسرعان ما أصبح ملحقًا دبلوماسيًا في مدينة ريو دي جانيرو. ذكرت السيدة ميلتون إ. مايلز أن تشانو تعرف على واليس سمبسون في مدينة بكين خلال عشرينيات القرن العشرين، والتي أصبحت دوقة وندسور في ما بعد، ودخل معها في علاقة غرامية أسفرت عن حملها، وهو ما قادها إلى إجراء عملية إجهاض فاشلة تركتها عاقرًا. وراجت هذه الشائعة في ما بعد، ولكن لم تؤكد صحتها على الإطلاق، وقد أنكرتها زوجة تشانو، إيدا موسوليني.
تزوج تشانو، الذي كان حينها يبلغ من العمر 27 عامًا، من إيدا موسوليني، نجلة بينيتو موسوليني بتاريخ 24 أبريل عام 1930، وأنجب الاثنان ثلاثة أطفال (فابريتسيو، ورايموندا، ومارتسيو)، رغم أنه عرِف عنه دخوله في علاقات غرامية عدة أثناء زواجه. انتقل تشانو إلى مدينة شانغهاي ليشغل منصب القنصل الإيطالي بعد زواجهما بفترة قصيرة، وهناك دخلت زوجته في علاقة غرامية مع أمير الحرب الصيني تشانغ شيويليانغ.

## المسيرة السياسية

### وزيرًا للصحافة والدعاية
أصبح تشانو وزيرًا للصحافة والدعاية في حكومة والد زوجته بعيد عودته إلى إيطاليا في عام 1935. تطوع للعمل كقائد سرب قاذفات خلال الغزو الإيطالي لإثيوبيا (1935 - 1936). وحصل على ميداليتين فضيتين للبسالة، وارتقى إلى رتبة نقيب. خدم خصمه المستقبلي أليساندرو بافوليني في نفس السرب كضابط برتبة ملازم.

### وزيرًا للخارجية
عينه موسوليني وزيرًا للخارجية بالإنابة عقب عودته المُهلل بها من الحرب كبطل في عام 1936. بدأ تشانو في كتابة مذكراته بعد تعيينه بفترة وجيزة، واستمر على هذا المنوال حتى أقيل من منصبه كوزير للخارجية في عام 1943. ظهرت مزاعم أفادت بتورطه في التخطيط لاغتيال الأخوين كارلو ونيلو روسيلي، وهما ناشطان مناهضان للفاشية عاشا في المنفى، وكانا قد قتلا في بلدة بانيول دو لورن الاستجمامية الفرنسية في يوم 9 يونيو عام عام 1937. كذلك منِح تشانو لقب مواطن شرفي لمدينة تيرانا في ألبانيا عام 1937، وذلك قبل ضم إيطاليا لألبانيا في عام 1939.
يحتمل أن موسوليني كان في صدد إعداد تشانو ليخلفه كدوتشي (زعيم) قبل اندلاع الحرب العالمية الثانية. وحين اندلعت الحرب في عام 1939، لم يتفق تشانو مع خطط موسوليني، وكان يعلم أن القوات المسلحة الإيطالية ليست مستعدة لخوض حرب كبرى. وكتب في مذكراته حين أعلن موسوليني الحرب رسميًا على فرنسا في عام 1940: «ينتابني حزن، حزن شديد. فلتبدأ المغامرة. اللهم أعن إيطاليا!». ومع مرور الوقت، ازداد شعور تشانو بالإحباط تجاه ألمانيا النازية ومسار الحرب العالمية الثانية، وذلك رغم مشاركته في «الحرب الموازية» غير المدروسة التي خاضها النظام الإيطالي إلى جانب ألمانيا، وبالرغم من التنفيذ الكارثي لغزو اليونان والنكسات اللاحقة التي منيت بها إيطاليا. سرب تشانو تحذيرًا يفيد بحدوث غزو وشيك لبلجيكا الملتزمة بالحياد، وجاء ذلك قبل الحملة الألمانية في فرنسا عام 1940.
أطلق تشانو تعليقات مهينة وساخرة عن موسوليني دون علمه طيلة عام 1941 وما بعد ذلك، وتفاجئ أن هذه التعليقات نقلت إلى الدوتشي الذي لم يأخذها باستخفاف. ومن جانبه، تجاهل تشانو أصدقائه الطيبين الذين نصحوه بالتروي. وعلاوةً على ذلك، سعى عدد من أصدقائه ومعارفه إلى الحصول على حمايته ومساعدته في أمور مختلفة لا تمت لمنصبه الرسمي بصلة، وهو ما أدى إلى مزيد من التعليقات اللاذعة. ويضاف إلى ذلك، أدت حادثتان صغيرتان نسبيًا إلى جرح كبريائه وغروره المفرطان. تمثلت الأولى في استبعاده من اجتماع مرتقب بين موسوليني وفرانكو. أما الأخرى، فتعلقت بتوبيخه لإقامته احتفالًا صاخبًا تكريمًا لأحد الطيارين في مدينة باري، إذ وجه إلى موسوليني خطابًا يقول فيه أن الدوتشي «فتح جرحًا في نفسه لا يمكن له أن يلتئم على الإطلاق». وبدا أن تقديره لذاته قد أغشى بصيرته، غافلًا عن أن منصبه هذا اكتسبه بزواجه من ابنة موسوليني.

## الأطفال
أنجب جيان غالياتسو وإيدا تشانو ثلاثة أطفال:
- فابريتسيو تشانو، كونت كورتيلاتسو وبوكاري الثالث (ولد في مدينة شانغهاي بتاريخ 1 أكتوبر عام 1931 - توفي في مدينة سان خوسيه بكوستاريكا بتاريخ 8 أبريل عام 2008)، تزوج بياتريس أوزكاتيغي يان، ولم ينجب منها أطفالًا. كتب مذكرات شخصية بعنوان «حين قام جدي بإعدام والدي».
- رايموندا تشانو (ولدت في روما بتاريخ 12 ديسمبر عام 1933 - توفيت في روما بتاريخ 24 مايو عام 1998)، تزوجت النبيل أليساندرو جونتا، وهو نجل النبيل فرانشيسكو جونتا (بييرو، 1887 - 1971)، وزينايدا ديل غالو، مركيز روكاجوفيني (مواليد روما عام 1902 - وفيات ساو باولو في البرازيل عام 1988).
- مارتسيو تشانو (ولد في روما بتاريخ 18 ديسمبر عام 1937 - توفي بتاريخ 11 أبريل عام 1974)، تزوج غلوريا لوكيزي.

## في الثقافة الشعبية
- صوِرت حياة تشانو في عدد من الأفلام، ومنها «محاكمة فيرونا» (1962) للمخرج كارلو ليتساني، إذ لعب دوره الممثل فرانك وولف، وفيلم «موسوليني وأنا» (1985) إذ لعب دوره الممثل أنتوني هوبكنز.
- كان سكاي دو مونت، أحد أبرز الأصوات المألوفة في الإذاعة والتلفاز الألمانيين، قد لعب دور تشانو في المسلسل القصير «رياح الحرب» (1983)، في حين أنه لعب دور كونت آخر في التكملة «الحرب والذكرى» (1989)، إذ لعب دور الكونت كلاوس شنك فون شتاوفنبرج، صاحب مؤامرة القنبلة.
- لعب راؤول خوليا دور تشانو في المسلسل التلفزيوني القصير «موسوليني: القصة غير المحكية» (1985).
- يوجد في صربيا مثل شعبي يقول: «يعيش وكأنه الكونت تشانو»، ويستخدم لوصف حياة مليئة بالبذخ والإسراف.
- نُشرت مذكرات تشانو في عام 1946، واستخدمها الادعاء كدليل ضد وزير خارجية هتلر، يواخيم فون ريبنتروب، خلال محاكمات نورنبيرغ التي عقدت بعد الحرب.
- كورزيو مالابارتي - رواية «كابوت»: زج النظام الفاشي بمالابارتي في السجن بعد تأليفه كتاب «الانقلاب: أسلوب ثورة». وأطلِق سراحه بعد تدخل الكونت غالياتسو تشانو بصورة شخصية. أشار مالابارتي في «كابوت» إلى الكونت تشانو وزوجته إيدا. هذا وقضى مالابارتي وقتًا في المنفى الإجباري على جزيرة ليباري، وحاله في ذلك حال إيدا تشانو.
- ذكر الكونت تشانو بالاسم في إحدى أغاني صوفيا فيمبو التي تناولت والد زوجته، موسوليني.

## روابط خارجية
- غالياتسو تشانو على موقع الموسوعة البريطانية (الإنجليزية)
- غالياتسو تشانو على موقع مونزينجر (الألمانية)